# Tech In France
Tech In France est un syndicat professionnel français de l’industrie du numérique. Il est créé en 2005 sous le nom AFDEL (« Association française des éditeurs de logiciels et solutions internet ») pour représenter les éditeurs de logiciels et les sociétés internet et être le porte-parole de l’industrie numérique en France.
Il fusionne avec Syntec Numérique pour créer l'association Numeum en juin 2021.

## Histoire
L'AFDEL est créée en 2005 pour pallier le déficit de représentation du métier d’éditeur de logiciels en France. Les membres fondateurs sont les sociétés Berger-Levrault, Cegid, Dassault Systèmes, EasyVista, Geac, Microsoft France et Navidis.  
Tech In France a été successivement présidée par Viviane Ribeiro de Geac France (2005-2006) ; Patrick Bertrand de Cegid (2006-2012) ; Pierre-Marie Lehucher de Berger-Levrault (par intérim) ; et Jamal Labed de Easyvista (2012 à 2016) ; Bertrand Diard (fondateur de Talend et CEO d'INFLUANS) (2016-2018). Tech In France a élu Pierre-Marie Lehucher en tant que nouveau président en juillet 2018.
En novembre 2020, Syntec Numérique et Tech In France annoncent leur fusion. Les deux plus grands syndicats professionnels du numérique en France se rapprochent afin de peser davantage dans les débats auprès des institutions nationales et européennes.
Le 18 juin 2021, Tech in France et le Syntec Numérique créent l'association Numeum qui rassemble les deux entités.

## Positionnement
Tech In France s’est positionnée sur le soutien aux PME et aux startups.
Positionnée initialement sur la défense de la propriété intellectuelle du logiciel, la neutralité technologique et le soutien aux aides publiques à l’innovation, Tech In France prend position sur les sujets liés à l’économie numérique : entrepreneuriat, Fiscalité du numérique , données personnelles, propriété intellectuelle, industries culturelles numériques.
Tech In France s’est notamment publiquement élevée à plusieurs reprises contre les dispositions visant à orienter la commande publique de façon prioritaire vers le logiciel libre, en défendant la nécessité de préserver la neutralité de la commande publique.
Tech In France s’est positionnée contre la mise en œuvre de taxes sectorielles et nationales appliquées au numérique et contre les conclusions du Rapport Colin & Collin. Tech In France défend également l’établissement d’un cadre réglementaire propice à l’entrepreneuriat et s’était, à ce titre fortement, impliquée au côté du mouvement des « pigeons » dans les actions visant à obtenir du Gouvernement un assouplissement des dispositions fiscales concernant les plus-values de cession et l’actionnariat salarié.

## Travaux et publications
La ministre de l’Économie numérique Fleur Pellerin a mandaté Tech In France en janvier 2013 pour réfléchir aux possibilités de structuration d’une filière big data en France et lancé en juillet 2013 un plan big data.
Tech In France participe aux travaux du Conseil national du numérique (CNNum), du Comité de filière numérique (CSF num) et de la Commission économie numérique du Medef[réf. souhaitée].
Tech In France publie des indicateurs métiers et des données marché, parmi lesquels des publications annuelles de référence tels que le GSL100 avec PwC, le Baromètre de conjoncture Cockpit-Software Business at a Glance avec Pierre Audouin Consultants et le CXP, et le baromètre RH Tech In – Apollo.